# Pawpawsaure
El pawpawsaure (Pawpawsaurus, "llangardaix de Paw Paw") és un gènere de dinosaure ancilosaure nodosàurid que va viure al Cretaci inferior (Albià tardà). Les seves restes fòssils es van trobar a Texas l'any 1992. L'única espècie assignada a aquest gènere és Pawpawsaurus campbelli, basada en un crani complet (sense mandíbules) trobat a la formació de Paw Paw.